# Lachine

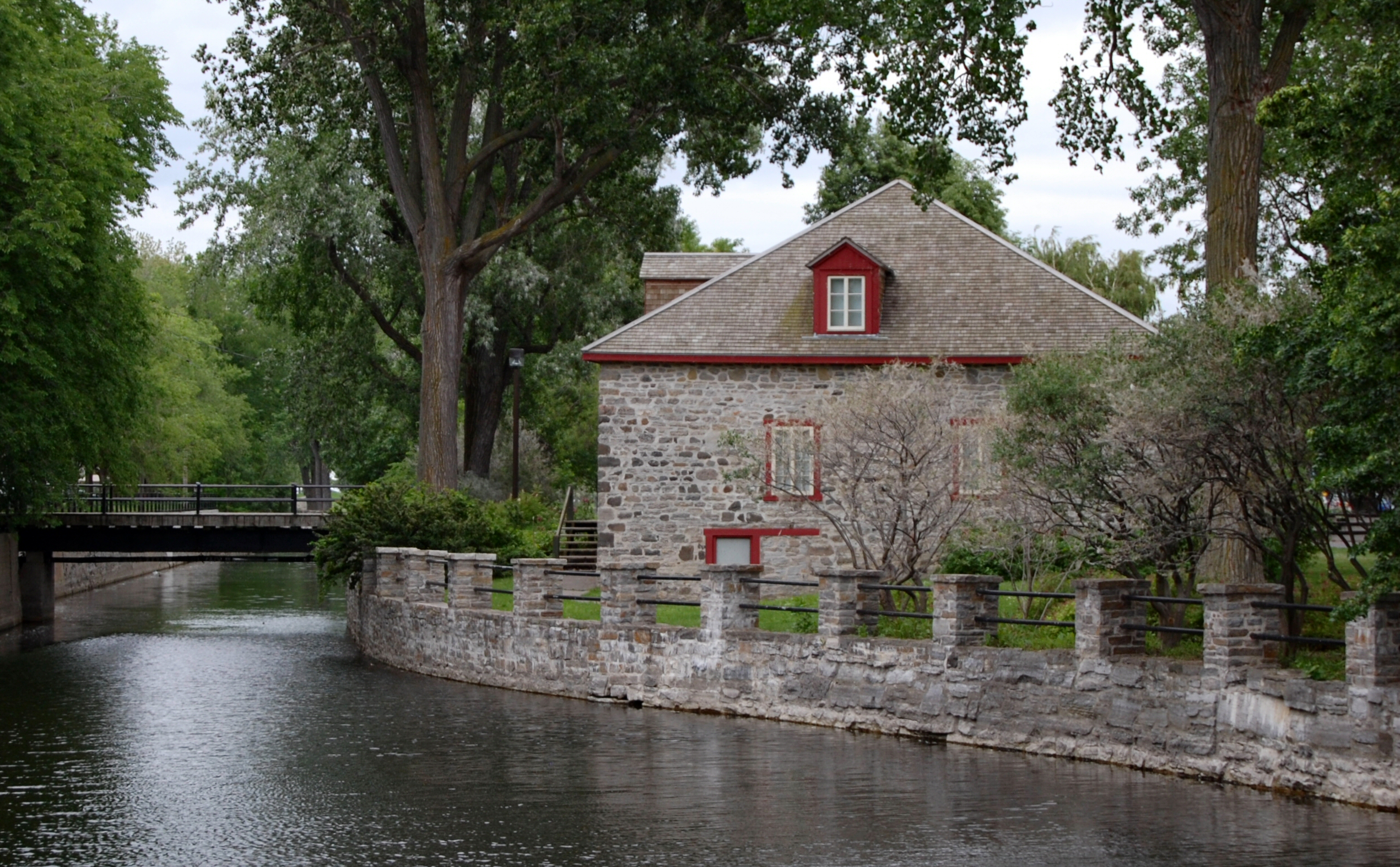
Granero de piedra a la orilla del canal de Lachine que es sede de un museo desde 1985.

Lachine es uno de los diecinueve distritos de la ciudad de Montreal, Quebec (Canadá). Antes de la reorganización municipal de Quebec en 2002, Lachine era una ciudad que se constituyó por la fusión de las ciudades de Lachine y Saint-Pierre en 2000.
Está situado en el suroeste de la isla de Montreal, sobre el Canal de Lachine. Los terrenos de Lachine fueron colonizados en la época de la Nueva Francia; la primera concesión de tierras fue en 1667. Bajo el dominio británico, la apertura del Canal de Lachine se realizó en 1824 y la línea de ferrocarril llegó en 1847 dando lugar al desarrollo de la manufactura, llegando a ser reconocido como el principal corredor industrial de Canadá a principios del siglo XX. Esto impulsó el desarrollo económico de Lachine y de toda la región de Montreal. En la actualidad el centro de manufactura de Lachine y el canal son catalogados como sitios históricos nacionales de Canadá.